# 프랙탈 압축
프랙탈 압축(영어: fractal compression)은 프랙탈에 기초한 손실 압축 방법이다. 이 방식은 텍스처와 사진에 가장 적합하다. 왜냐하면 한 이미지에서 한 부분과 다른 부분이 유사한 경우가 많기 때문이다. 프랙탈 알고리즘은 이러한 부분들을 '프랙탈 부호'라 불리는 수학적 데이터로 변환한다.

## 같이 보기
- 이미지 압축
- 웨이블릿